# ET-Studies
ET-Studies ist eine von der Europäischen Gesellschaft für Katholische Theologie herausgegebene internationale Zeitschrift. Sie entwirft theologische und interdisziplinäre Perspektiven auf Glaube und Religion im Europa der Gegenwart. Die Zeitschrift erscheint seit 2010 zweimal jährlich in Print- und Digitalversion mit Open Access.

## Ausrichtung
ET-Studies vereint Stimmen und Positionen aller Disziplinen innerhalb der Theologie und der Religionswissenschaften sowie anderer relevanter Disziplinen an europäischen Universitäten. Die Förderung des Dialogs zwischen Ost- und Westeuropa sowie der akademische Austausch mit Theologinnen und Theologen anderer christlicher Kirchen sowie anderer religiöser und kultureller Traditionen sind zentrale Anliegen der Zeitschrift.
Jede Ausgabe der Zeitschrift ist einem Schwerpunktthema gewidmet. Dieses stammt jeweils aus dem breiten Spektrum an Themen und Theorien, die sich auf Quellen, Geschichte und Weltanschauungen von Glaubensgemeinschaften der Gegenwartskultur(en) Europas beziehen. Zentrale Gegenstände des Diskurses sind außerdem aktuelle Erkenntnisse der Human-, Sozial- und Naturwissenschaften sowie mit kulturellen und politischen Entwicklungen verbundene Herausforderungen für die Theologie.
Die Zeitschrift versteht sich dabei in enger Rückbindung an die Pastoralkonstitution Gaudium et Spes des Zweiten Vatikanischen Konzils, deren Verhältnisbestimmung von Kirche und Welt sowie der Auseinandersetzung mit den „Zeichen der Zeit“.

## Struktur
Herausgegeben wird die Zeitschrift von der Europäischen Gesellschaft für Katholische Theologie. Schriftleiter der Zeitschrift ist seit 2025 Michael Quisinsky, der das Amt von Gerhard Kruip (2010–2025) übernahm. Dem internationalen Beirat gehören fünfzehn Theologinnen und Theologen aus verschiedenen europäischen Ländern an.
Neben Artikeln zum Schwerpunktthema enthalten die einzelnen Ausgaben der Zeitschrift freie Artikel, Tagungs- und Länderberichte sowie Rezensionen. Eingereichte Artikel werden vor der Veröffentlichung einem doppel-blinden Peer-Review-Verfahren unterzogen.
Die Beiträge der Zeitschrift werden in einer der drei Verkehrs-Sprachen englisch, französisch oder deutsch publiziert, wobei ihnen immer auch Abstracts in den anderen beiden Sprachen vorangestellt sind.

## Herausgeber
Schriftleiter
- Michael Quisinsky

Editorial Board
- Edith Wittenbrink
- Odile Flichy
- Geoffrey Turner

Internationaler Beirat
- Riccardo Baccochio
- Lieven Boeve
- Alexandre Coutinho Lopes de Brito Palma
- Jozef Jančovič
- Peter G. Kirchschläger
- Anne-Marie Korte
- Ottilia Lukács
- Jana Plátová
- Hans-Joachim Sander
- Janet Soskice
- Christoph Theobald
- Myriam Wijlens
- Mark Joseph Zammit